# IDM-Saison 2014

Logo der Internationalen Deutschen Motorradmeisterschaft.

Bei der Internationalen Deutschen Motorradmeisterschaft 2014 wurden Titel in den Klassen IDM Superbike, IDM Superstock 1000, IDM Supersport und IDM Sidecar vergeben. In der Klasse Supersport waren ab dieser Saison auch Moto2-Motorräder erlaubt.
Die Klasse Moto3 wurde vor Saisonbeginn wegen zu weniger Nennungen abgesagt.
In den Klassen Superbike / Superstock und Supersport wurden je 15 Rennen und bei den Gespannen zehn Rennen ausgetragen. Wobei die Klasse Superbike / Superstock bei der zweiten Veranstaltung in Oschersleben nicht dabei war, aber dafür im Rahmen der DTM eine zweite Veranstaltung auf dem Lausitzring hatte.

## Punkteverteilung
Meister wurde derjenige Fahrer beziehungsweise der Hersteller, der bis zum Saisonende die meisten Punkte erzielt hatte. Bei der Punkteverteilung wurden die Platzierungen im Gesamtergebnis des jeweiligen Rennens berücksichtigt. Die fünfzehn erstplatzierten Fahrer jedes Rennens erhielten Punkte nach folgendem Schema:
| Punkteverteilung | Punkteverteilung | Punkteverteilung | Punkteverteilung | Punkteverteilung | Punkteverteilung | Punkteverteilung | Punkteverteilung | Punkteverteilung | Punkteverteilung | Punkteverteilung | Punkteverteilung | Punkteverteilung | Punkteverteilung | Punkteverteilung | Punkteverteilung |
| ---------------- | ---------------- | ---------------- | ---------------- | ---------------- | ---------------- | ---------------- | ---------------- | ---------------- | ---------------- | ---------------- | ---------------- | ---------------- | ---------------- | ---------------- | ---------------- |
| Platz            | 1                | 2                | 3                | 4                | 5                | 6                | 7                | 8                | 9                | 10               | 11               | 12               | 13               | 14               | 15               |
| Punkte           | 25               | 20               | 16               | 13               | 11               | 10               | 9                | 8                | 7                | 6                | 5                | 4                | 3                | 2                | 1                |

In die Wertung kamen alle erzielten Punkte.
Im Sprintrennen der Gespanne wurde folgende Punktewertung verwendet:
| Platz  | 1  | 2  | 3 | 4 | 5 | 6 | 7 | 8 | 9 | 10 |
| Punkte | 13 | 10 | 8 | 7 | 6 | 5 | 4 | 3 | 2 | 1  |

In die Wertung kamen alle erzielten Punkte.

## Superbike

### Wissenswertes
Der zweite Lauf in Assen wurde wegen zu starkem Regen abgesagt.

### Rennergebnisse
|   | Datum  | Strecke              | Pole-Position       | Lauf | Platz 1             | Platz 2             | Platz 3             | Schn. Rennrunde     |
| - | ------ | -------------------- | ------------------- | ---- | ------------------- | ------------------- | ------------------- | ------------------- |
| 1 | 04.05. | EuroSpeedway Lausitz | Markus Reiterberger | 1    | Javier Forés        | Max Neukirchner     | Markus Reiterberger | Javier Forés        |
| 1 | 04.05. | EuroSpeedway Lausitz | Markus Reiterberger | 2    | Javier Forés        | Max Neukirchner     | Markus Reiterberger | Javier Forés        |
| 2 | 01.06. | Circuit Zolder       | Markus Reiterberger | 1    | Javier Forés        | Max Neukirchner     | Markus Reiterberger | Javier Forés        |
| 2 | 01.06. | Circuit Zolder       | Markus Reiterberger | 2    | Max Neukirchner     | Markus Reiterberger | Javier Forés        | Javier Forés        |
| 3 | 22.06. | Oschersleben         | Javier Forés        | 1    | Javier Forés        | Max Neukirchner     | Markus Reiterberger | Javier Forés        |
| 3 | 22.06. | Oschersleben         | Javier Forés        | 2    | Javier Forés        | Markus Reiterberger | Max Neukirchner     | Javier Forés        |
| 4 | 29.06. | Nürburgring          | Matěj Smrž          | 1    | Damian Cudlin       | Javier Forés        | Erwan Nigon         | Damian Cudlin       |
| 4 | 29.06. | Nürburgring          | Matěj Smrž          | 2    | Max Neukirchner     | Markus Reiterberger | Javier Forés        | Max Neukirchner     |
| 5 | 20.07. | Schleizer Dreieck    | Max Neukirchner     | 1    | Max Neukirchner     | Javier Forés        | Markus Reiterberger | Max Neukirchner     |
| 5 | 20.07. | Schleizer Dreieck    | Max Neukirchner     | 2    | Max Neukirchner     | Javier Forés        | Markus Reiterberger | Javier Forés        |
| 6 | 10.08. | Assen                | Javier Forés        | 1    | Javier Forés        | Max Neukirchner     | Lorenzo Lanzi       | Javier Forés        |
| 6 | 10.08. | Assen                | Javier Forés        | 2    | –                   | –                   | –                   | –                   |
| 7 | 14.09. | EuroSpeedway Lausitz | Javier Forés        | 1    | Markus Reiterberger | Javier Forés        | Max Neukirchner     | Markus Reiterberger |
| 7 | 14.09. | EuroSpeedway Lausitz | Javier Forés        | 2    | Markus Reiterberger | Max Neukirchner     | Javier Forés        | Lorenzo Lanzi       |
| 8 | 21.09. | Hockenheimring       | Markus Reiterberger | 1    | Markus Reiterberger | Javier Forés        | Max Neukirchner     | Markus Reiterberger |
| 8 | 21.09. | Hockenheimring       | Markus Reiterberger | 2    | Lorenzo Lanzi       | Javier Forés        | Markus Reiterberger | Javier Forés        |

### Fahrerwertung
| 1  | Javier Forés         | Ducati 1199 Panigale | 3C – Racing Team                 | 318 |
| 2  | Max Neukirchner      | Ducati 1199 Panigale | 3C – Racing Team                 | 281 |
| 3  | Markus Reiterberger  | BMW S 1000 RR        | Van Zon Remeha BMW               | 273 |
| 4  | Bastien Mackels      | BMW S 1000 RR        | Van Zon Remeha BMW               | 147 |
| 5  | Stefan Nebel         | BMW HP4              | Wilbers-BMW-Racing               | 130 |
| 6  | Danny de Boer        | Honda CBR 1000 RR    | Honda Holzhauer Racing Promotion | 122 |
| 7  | Damian Cudlin        | Kawasaki ZX-10R      | Weber-Diener Racing Team         | 104 |
| 8  | Matěj Smrž           | Yamaha YZF-R1        | Yamaha Motor Deutschland         | 94  |
| 9  | Lorenzo Lanzi        | Ducati 1199 Panigale | 3C – Racing Team                 | 85  |
| 10 | Marc Buchner         | Suzuki GSX-R 1000    | HPC-Power Suzuki Racing Team     | 84  |
| 11 | Erwan Nigon          | Suzuki GSX-R 1000    | HPC-Power Suzuki Racing Team     | 76  |
| 12 | Michael Ranseder     | Honda CBR 1000 RR    | Honda Holzhauer Racing Promotion | 67  |
| 13 | Daniel Kartheininger | Honda CBR 1000 RR    | Oppermann Racing Team            | 62  |
| 14 | Luca Hansen          | Yamaha YZF-R1        | Yamaha Motor Deutschland         | 53  |
| 15 | Gareth Jones         | Yamaha YZF-R1        | Yamaha Motor Deutschland         | 21  |
| 16 | Carl Berthelsen      | Suzuki GSX-R 1000    | Team Suzuki Norway               | 14  |
| 17 | Gábor Rizmayer       | Kawasaki ZX-10R      | Weber-Diener Racing Team         | 5   |

### Konstrukteurswertung
| 1 | Ducati | 571 |
| 2 | BMW    | 414 |
| 3 | Honda  | 226 |
| 4 | Yamaha | 180 |
| 5 | Suzuki | 173 |

## Superstock 1000

### Wissenswertes
Der zweite Lauf in Assen wurde wegen zu starkem Regen abgesagt.

### Rennergebnisse
|   | Datum  | Strecke              | Pole-Position       | Lauf | Platz 1        | Platz 2        | Platz 3        | Schn. Rennrunde |
| - | ------ | -------------------- | ------------------- | ---- | -------------- | -------------- | -------------- | --------------- |
| 1 | 04.05. | EuroSpeedway Lausitz | Markus Reiterberger | 1    | Marco Nekvasil | Lucy Glöckner  | Dominik Vincon | Marco Nekvasil  |
| 1 | 04.05. | EuroSpeedway Lausitz | Markus Reiterberger | 2    | Marco Nekvasil | Dominik Vincon | Leon Bovee     | Marco Nekvasil  |
| 2 | 01.06. | Circuit Zolder       | Markus Reiterberger | 1    | Lucy Glöckner  | Marco Nekvasil | Dominik Vincon | Marco Nekvasil  |
| 2 | 01.06. | Circuit Zolder       | Markus Reiterberger | 2    | Lucy Glöckner  | Leon Bovee     | Marco Nekvasil | Lucy Glöckner   |
| 3 | 22.06. | Oschersleben         | Javier Forés        | 1    | Marco Nekvasil | Lucy Glöckner  | Alex Phillis   | Marco Nekvasil  |
| 3 | 22.06. | Oschersleben         | Javier Forés        | 2    | Marco Nekvasil | Lucy Glöckner  | Alex Phillis   | Marco Nekvasil  |
| 4 | 29.06. | Nürburgring          | Matěj Smrž          | 1    | Marco Nekvasil | Lucy Glöckner  | Marc Neumann   | Marco Nekvasil  |
| 4 | 29.06. | Nürburgring          | Matěj Smrž          | 2    | Lucy Glöckner  | Marc Moser     | Dominik Vincon | Lucy Glöckner   |
| 5 | 20.07. | Schleizer Dreieck    | Max Neukirchner     | 1    | Dominik Vincon | Marco Nekvasil | Marc Moser     | Dominik Vincon  |
| 5 | 20.07. | Schleizer Dreieck    | Max Neukirchner     | 2    | Marco Nekvasil | Marc Moser     | Dominik Vincon | Marc Moser      |
| 6 | 10.08. | Assen                | Javier Forés        | 1    | Fabio Massei   | Dominik Vincon | Lucy Glöckner  | Fabio Massei    |
| 6 | 10.08. | Assen                | Javier Forés        | 2    | –              | –              | –              | –               |
| 7 | 14.09. | EuroSpeedway Lausitz | Javier Forés        | 1    | Lucy Glöckner  | Dominik Vincon | Ville Valtonen | Lucy Glöckner   |
| 7 | 14.09. | EuroSpeedway Lausitz | Javier Forés        | 2    | Dominik Vincon | Leon Bovee     | Chris Burri    | Chris Burri     |
| 8 | 21.09. | Hockenheimring       | Markus Reiterberger | 1    | Marc Moser     | Dominik Vincon | Lucy Glöckner  | Dominik Vincon  |
| 8 | 21.09. | Hockenheimring       | Markus Reiterberger | 2    | Michal Filla   | Dominik Vincon | Ville Valtonen | Michal Filla    |

### Fahrerwertung
| 1  | Marco Nekvasil     | BMW S 1000 RR   | Interwetten Racing by Fritze Tuning | 264 |
| 2  | Lucy Glöckner      | BMW HP4         | Wilbers-BMW-Racing Team             | 256 |
| 3  | Dominik Vincon     | BMW S 1000 RR   | BMW Stilgenbauer                    | 250 |
| 4  | Leon Bovee         | BMW S 1000 RR   | VanZon Remeha BMW                   | 188 |
| 5  | Chris Burri        | Kawasaki ZX-10R | Kawasaki Schnock Team Shell Advance | 159 |
| 6  | Alex Phillis       | Kawasaki ZX-10R | Weber-Diener Racing Team            | 151 |
| 7  | Marc Neumann       | BMW S 1000 RR   | Neumann Racing                      | 139 |
| 8  | Ville Valtonen     | Kawasaki ZX-10R | Kawasaki Schnock Team Shell Advance | 102 |
| 9  | Mark Albrecht      | BMW S 1000 RR   | racing4fun.de                       | 100 |
| 10 | Thomas Hainthaler  | BMW S 1000 RR   |                                     | 84  |
| 11 | Chris Schmid       | BMW S 1000 RR   | racing4fun.de                       | 57  |
| 12 | Johannes Kanzler   | BMW S 1000 RR   | Gerner Racing Team                  | 52  |
| 13 | Sergiy Grygorovych | BMW S 1000 RR   | VanZon Remeha BMW                   | 45  |
| 14 | Frank Häfner       | Yamaha YZF-R1   |                                     | 36  |
| 15 | David Datzer       | BMW S 1000 RR   | Sportbike-Costum                    | 8   |

## Supersport

### Wissenswertes
Der zweite Lauf in Oschersleben wurde in der zweiten Runde, nach einem Unfall, abgebrochen und danach nicht wieder neu gestartet.

### Rennergebnisse
|   | Datum  | Strecke              | Pole-Position       | Lauf | Platz 1             | Platz 2             | Platz 3             | Schn. Rennrunde     |
| - | ------ | -------------------- | ------------------- | ---- | ------------------- | ------------------- | ------------------- | ------------------- |
| 1 | 04.05. | EuroSpeedway Lausitz | Marvin Fritz        | 1    | Marvin Fritz        | Roman Stamm         | Tatu Lauslehto      | Marvin Fritz        |
| 1 | 04.05. | EuroSpeedway Lausitz | Marvin Fritz        | 2    | Marvin Fritz        | Roman Stamm         | Tatu Lauslehto      | Marvin Fritz        |
| 2 | 01.06. | Circuit Zolder       | Stefan Kerschbaumer | 1    | Stefan Kerschbaumer | Marvin Fritz        | Roman Stamm         | Stefan Kerschbaumer |
| 2 | 01.06. | Circuit Zolder       | Stefan Kerschbaumer | 2    | Roman Stamm         | Marvin Fritz        | Stefan Kerschbaumer | Marvin Fritz        |
| 3 | 22.06. | Oschersleben         | Roman Stamm         | 1    | Marvin Fritz        | Roman Stamm         | Tatu Lauslehto      | Roman Stamm         |
| 3 | 22.06. | Oschersleben         | Roman Stamm         | 2    | Marvin Fritz        | Roman Stamm         | Stefan Kerschbaumer | Roman Stamm         |
| 4 | 29.06. | Nürburgring          | Stefan Kerschbaumer | 1    | Roman Stamm         | Marvin Fritz        | Stefan Kerschbaumer | Marvin Fritz        |
| 4 | 29.06. | Nürburgring          | Stefan Kerschbaumer | 2    | Roman Stamm         | Stefan Kerschbaumer | Marvin Fritz        | Roman Stamm         |
| 5 | 20.07. | Schleizer Dreieck    | Roman Stamm         | 1    | Roman Stamm         | Marvin Fritz        | Stefan Kerschbaumer | Roman Stamm         |
| 5 | 20.07. | Schleizer Dreieck    | Roman Stamm         | 2    | Roman Stamm         | Lukas Trautmann     | Stefan Kerschbaumer | Roman Stamm         |
| 6 | 10.08. | Assen                | Florian Alt         | 1    | Pepijn Bijsterbosch | Stefan Kerschbaumer | Roman Stamm         | Marvin Fritz        |
| 6 | 10.08. | Assen                | Florian Alt         | 2    | Florian Alt         | Pepijn Bijsterbosch | Stefan Kerschbaumer | Pepijn Bijsterbosch |
| 7 | 24.08. | Oschersleben         | Florian Alt         | 1    | Marvin Fritz        | Roman Stamm         | Florian Alt         | Marvin Fritz        |
| 7 | 24.08. | Oschersleben         | Florian Alt         | 2    | –                   | –                   | –                   | –                   |
| 8 | 21.09. | Hockenheimring       | Lukas Trautmann     | 1    | Marvin Fritz        | Stefan Kerschbaumer | Lukáš Pešek         | Marvin Fritz        |
| 8 | 21.09. | Hockenheimring       | Lukas Trautmann     | 2    | Roman Stamm         | Lukas Trautmann     | Marvin Fritz        | Lukas Trautmann     |

### Fahrerwertung
| 1  | Marvin Fritz         | Yamaha YZF-R6    | Bayer-Bikebox Racing                    | 311 |
| 2  | Roman Stamm          | Kawasaki ZX-6R   | Kawasaki Schnock Team Shell Advance     | 290 |
| 3  | Stefan Kerschbaumer  | Yamaha YZF-R6    | Team Langenscheidt by Fast Bike Service | 242 |
| 4  | Pepijn Bijsterbosch  | Yamaha YZF-R6    | Team Langenscheidt by Fast Bike Service | 168 |
| 5  | Tatu Lauslehto       | Suzuki GSX-R 600 | Team Suzuki Stoneline-Mayer             | 160 |
| 6  | Christian von Gunten | Kawasaki ZX-6R   | Kawasaki Schnock Team Shell Advance     | 133 |
| 7  | Jasha Huber          | Kawasaki ZX-6R   | Kawasaki Schnock Team Shell Advance     | 125 |
| 8  | Sarah Heide          | Suzuki GSX-R 600 | Team Suzuki Laux ADAC Sachsen           | 109 |
| 9  | Vittorio Iannuzzo    | Suzuki GSX-R 600 | HPC-Power Suzuki Racing Team            | 97  |
| 10 | Christian Stange     | Suzuki GSX-R 600 | HPC-Power Suzuki Racing Team            | 59  |
| 11 | Felix Bauer          | Honda CBR 600 RR | Honda Team Moto Bauer                   | 50  |
| 12 | Michael Ghilardi     | Yamaha YZF-R6    | Team Langenscheidt by Fast Bike Service | 48  |
| 13 | Lars Lanfranchi      | Kawasaki ZX-6R   |                                         | 43  |
| 14 | Lenno Huthmacher     | Suzuki GSX-R 600 | Team Suzuki Stoneline-Mayer             | 22  |
| 15 | Florian Pflanzelt    | Suzuki GSX-R 600 | H&H Racing                              | 15  |

### Konstrukteurswertung
| 1 | Yamaha | 660 |
| 2 | Suzuki | 372 |
| 3 | Honda  | 109 |

## Gespanne

### Wissenswertes
Im Qualifying zum Seitenwagen WM-Lauf auf dem Sachsenring verunglückten die Gespann-Piloten Hock / Becker schwer. Während Kurt Hock mit schweren Verletzungen ins Krankenhaus kam, erlag sein Beifahrer Enrico Becker seinen Verletzungen noch an der Unfallstelle.

### Rennergebnisse
|   | Datum  | Strecke              | Pole-Position                   | Lauf | Platz 1                         | Platz 2                           | Platz 3                           | Schn. Rennrunde                 |
| - | ------ | -------------------- | ------------------------------- | ---- | ------------------------------- | --------------------------------- | --------------------------------- | ------------------------------- |
| 1 | 04.05. | EuroSpeedway Lausitz | Jörg Steinhausen / Axel Kölsch  | 1    | Jörg Steinhausen / Axel Kölsch  | Kurt Hock / Enrico Becker         | Jakob Rutz / Thomas Hofer         | Jörg Steinhausen / Axel Kölsch  |
| 2 | 01.06. | Circuit Zolder       | Jörg Steinhausen / Axel Kölsch  | 1    | Jörg Steinhausen / Axel Kölsch  | Kurt Hock / Enrico Becker         | André Kretzer / Jens Lehnertz     | Jörg Steinhausen / Axel Kölsch  |
| 2 | 01.06. | Circuit Zolder       | Jörg Steinhausen / Axel Kölsch  | 2    | Jörg Steinhausen / Axel Kölsch  | André Kretzer / Jens Lehnertz     | Kurt Hock / Enrico Becker         | Jörg Steinhausen / Axel Kölsch  |
| 3 | 22.06. | Oschersleben         | André Kretzer / Jens Lehnertz   | 1    | Kurt Hock / Enrico Becker       | André Kretzer / Jens Lehnertz     | Josef Sattler / Stefan Trautner   | Kurt Hock / Enrico Becker       |
| 3 | 22.06. | Oschersleben         | André Kretzer / Jens Lehnertz   | 2    | Kurt Hock / Enrico Becker       | Josef Sattler / Stefan Trautner   | Bennie Streuer / Geert Koerts     | Kurt Hock / Enrico Becker       |
| 4 | 29.06. | Nürburgring          | Kurt Hock / Enrico Becker       | 1    | André Kretzer / Jens Lehnertz   | Kurt Hock / Enrico Becker         | Uwe Gürck / Manfred Wechselberger | Kurt Hock / Enrico Becker       |
| 4 | 29.06. | Nürburgring          | Kurt Hock / Enrico Becker       | 2    | Kurt Hock / Enrico Becker       | Uwe Gürck / Manfred Wechselberger | André Kretzer / Jens Lehnertz     | Kurt Hock / Enrico Becker       |
| 5 | 20.07. | Schleizer Dreieck    | Josef Sattler / Stefan Trautner | 1    | Josef Sattler / Stefan Trautner | André Kretzer / Jens Lehnertz     | Jakob Rutz / Thomas Hofer         | Josef Sattler / Stefan Trautner |
| 6 | 10.08. | Assen                | Bennie Streuer / Geert Koerts   | 1    | Bennie Streuer / Geert Koerts   | Josef Sattler / Stefan Trautner   | Mike Roscher / Michael Prudlik    | Mike Roscher / Michael Prudlik  |
| 7 | 21.09. | Hockenheimring       | André Kretzer / Jens Lehnertz   | 1    | Josef Sattler / Stefan Trautner | André Kretzer / Jens Lehnertz     | Bernhard Pichler / Mario Pichler  | Josef Sattler / Stefan Trautner |

### Fahrerwertung
| 1  | Josef Sattler     | Stefan Trautner                                            | LCR-Suzuki  |                         | 148   |
| 2  | André Kretzer     | Jens Lehnertz                                              | LCR-Suzuki  | AKW Kretzer Racing      | 145   |
| 3  | Kurt Hock         | Enrico Becker                                              | LCR-Suzuki  | Hock Racing             | 126   |
| 4  | Jakob Rutz        | Thomas Hofer                                               | LCR-Yamaha  | Rutz Racing             | 124,5 |
| 5  | Andres Nussbaum   | Tobias Aebischer                                           | LCR-Suzuki  | Sidecar Team Sense      | 86    |
| 6  | Christian Ruppert | Jeffrey Verhagen bzw. Manuel Hirschi bzw. Tobias Pietzonka | LCR-Yamaha  | fun24-racing.de         | 76,5  |
| 7  | Peter Kaspar      | Marcel Fries                                               | LCR-Suzuki  | Chäpu's Racing Team     | 74    |
| 8  | Jörg Steinhausen  | Axel Kölsch                                                | LCR-BMW     | Wilbers-BMW-Racing      | 56,5  |
| 9  | Bernhard Pichler  | Mario Pichler                                              | RSR-Suzuki  |                         | 54    |
| 10 | Peter Gierlinger  | Johann Hölzwimmer                                          | RSR-Suzuki  | Gierlinger Racing       | 52    |
| 11 | Peter Schröder    | Anna Burkard                                               | LCR-Suzuki  | Schröder Racing         | 43,5  |
| 12 | Pascal Pfaucht    | Tom Weißmantel                                             | LCR-Suzuki  |                         | 41    |
| 13 | Dieter Ess        | Denise Werth                                               | LCR-Suzuki  | Werth-Ess Sidcar Racing | 38    |
| 14 | Adrian Kornas     | Michael Prudlik                                            | RSR-Sidecar | AD Racing               | 25,5  |
| 15 | Dieter Eilers     | Patrick Vincon bzw. Katrin Meyer                           | OSR-Suzuki  | Rennteam Eilers         | 24    |
| 16 | Patrick Vincon    | Katrin Meyer                                               | OSR-Suzuki  | Rennteam Eilers         | 23    |

## Rahmenrennen
- Im Rahmen der Internationalen Deutschen Motorradmeisterschaft 2014 fanden acht Rennen zum Yamaha R6-Dunlop Cup, sieben Rennen zum ADAC Junior Cup und einige Läufe zum Suzuki GSX-R 750 Cup und MZ-Cup statt.